# Râul Izvorul Nistorului
Râul Izvorul Nistorului este unul din cele două brațe care formează râul Strâmba. 